# Stemma del Delaware

Stemma del Delaware

Lo stemma del Delaware (ufficialmente in inglese Great Seal of the State of Delaware, ossia Gran Sigillo dello Stato del Delaware) è stato adottato nel 1777 e ristilizzato nel 2004.
Al centro dello stemma vi è uno scudo con delle strisce orizzontale di diversi colori: dall'alto verso il basso vi sono una striscia gialla con disegnato del grano e una pannocchia di mais, una striscia blu e una striscia bianca con raffigurato un bue in piedi sul prato. Sopra lo scudo vi è una nave a vela, mentre a sostenere lo scudo vi sono un contadino a destra e un miliziano a sinistra. Sotto lo scudo vi è un nastro bianco con iscritto il motto dello stato Liberty and Independence. 
Per quanto riguarda i simboli presenti nel sigillo:
- Il grano e la pannocchia rappresentano rispettivamente la contea di Sussex e la contea di Kent e le loro basi agricole ed economiche.
- La striscia blu dello scudo rappresenta il fiume Delaware.
- Il bue è simbolo dell'importanza della zootecnica per l'economia dello stato.
- La nave è il simbolo della contea di New Castle.
- Il contadino rappresenta il ruolo centrale dell'agricoltura per lo stato.
- Il soldato, un miliziano con il suo moschetto, riconosce il ruolo fondamentale del "cittadino-soldato" per il raggiungimento della libertà americana.
- Il motto Liberty and Independence è stato fornito dalla Società dei Cincinnati, un'organizzazione fondata nel 1783 da ex ufficiali della guerra d'indipendenza americana.

L'iscrizione circostante allo stemma reca la scritta Great Seal of the State of Delaware e tre date, ossia 1704, 1776 e 1787, che sono rispettivamente la data della stabilizzazione delle contee, la data della dichiarazione di stato del Delaware e la data della ratificazione da parte della Costituzione degli Stati Uniti d'America.